# SN 2009mr
SN 2009mr – supernowa typu Ia odkryta 15 listopada 2009 roku w galaktyce A222559+1713. W momencie odkrycia miała maksymalną jasność 20,10m.